# Ben Cotton
Ben Cotton (né le 26 juillet 1975 à Edmonton) est un acteur canadien.

## Biographie
Ben Cotton est principalement connu en France pour son rôle dans la série télévisée Stargate Atlantis où il tenait le rôle d'un scientifique, le Dr. Kavanagh. Il est aussi connu pour avoir tenu le rôle de « Leon Bell » dans le jeu Dead Rising 2. Il a également tenu le rôle de Shane Pierce, un adolescent, dans la série Harper's Island de la chaîne CBS.

## Filmographie

### Cinéma
- 2006 : Heartfelt Café (court métrage) de Kryshan Randel : Romantic Boy
- 2006 : Horribilis (Slither) de James Gunn : Charlie
- 2008 : Le Jour où la Terre s'arrêta (The Day the Earth Stood Still) de Scott Derrickson : Camionneur
- 2010 : 30 jours de nuit : Jours sombres (30 Days of Night: Dark Days) de Ben Ketai : Dane
- 2010 : La Mort au bout du fil (Messages Deleted) de Rob Cowan : Ken 'Sarge' Rivers
- 2012 : Le Cavalier de l'aube (Dawn Rider) de Terry Miles : Ben McClure
- 2019 : Sang froid (Cold Pursuit) de Hans Petter Moland : Timothy « Windex » Denois

### Télévision
- 2002 : smallville : Saison 1x11 Une poigne d'enfer : Paul Hendrix
- 2006 : Les 4400 : Épisode 2x05 Génération perdue : Dewey
- 2006 : Une famille en cavale (Family in Hiding) : Travis
- 2006 : Psych : Enquêteur malgré lui : Woman Seeking Dead Husband – Smokers Okay, No Pets
- 2006 - 2008 : Whistler (série télévisée) season 2 : Un coach
- 2007 : Dans la peau d'une ronde (To Be Fat Like Me) : Un voisin
- 2007 : Battlestar Galactica: Razor
- 2007 : Flash Gordon : 1x14 Stand and Deliver
- 2007 : Blood Ties : 2x08 The Good, The Bad and The Ugly : Kelly
- 2007 et 2016 : Supernatural : Homme d'affaires / Mr Wheeler
- 2008 : jPod : Tim
- 2008 : Mayerthorpe : Policier Leo Johnston
- 2008 : Robson Arms : 3x09 Cherchez la Femme : Joel
- 2004 - 2010 : Stargate Atlantis : Docteur Kavanagh
- 2009 : Riese : Herrick
- 2009 : Harper's Island : Shane Pierce
- 2009 : Au nom de l'amitié (Christmas in Canaan) : Jake Hammer
- 2010 : Le Garçon qui criait au loup (The Boy Who Cried Werewolf) : Le chauffeur de taxi
- 2010 : Hellcats : Travis Guthrie
- 2012 : Fringe : Impound Clerk
- 2012 : Battlestar Galactica: Blood and Chrome : Lieutenant Coker Fasjovik
- 2012 : La Parade de Noël : Brian
- 2013 : Once Upon a Time in Wonderland : Tweedle #2
- 2016 : Mars : Ben Sawyer, commandant de la mission
- 2020 : Enquêtes gourmandes : Le secret du chef (The Gourmet Detective: Roux the Day) de Mark Jean : Ritchie Palmer
- 2021 : Resident alien : Jimmy
- 2023 : The Night Agent : Wick
- 2023 : Cruel Summer : Ned